# Филипп (Бекаревич)
Епископ Филипп (в миру Яков Михайлович Бекаревич; 1862 — 17 февраля [2 марта] 1902, Чернигов) — епископ Русской православной церкви, епископ Новгород-Северский, викарий Черниговской епархии.

## Биография
Родился в 1862 году в семье священника Могилёвской епархии.
В 1884 году окончил Могилёвскую духовную семинарию и поступил в Санкт-Петербургскую духовную академию.
12 декабря 1887 года, будучи студентом IV курса, постригся в монахи, с именем Филипп.
8 мая 1888 года рукоположён во иеромонаха.
В этом же году окончил академию со степенью кандидата богословия и 2 октября назначен смотрителем Виленского духовного училища. Здесь он впервые заявил себя аскетом.
В 1890 году перемещён в Новгородскую духовную семинарию инспектором.
В 1893 году возведён в сан архимандрита и назначен ректором Самарской духовной семинарии.
17 августа 1897 года хиротонисан во епископа Прилукского, викария Полтавской епархии.
С 6 ноября 1899 года — епископ Новгород-Северский, викарий Черниговской епархии.
Отличавшийся полной нестяжательностью, простотой, высотой христианского идеала и чистотой души, отличавшийся детской доверчивостью. Любил духовную науку и особенно Священное Писание.
Как проповедник отличался глубиной мысли и задушевностью.
Скончался 17 февраля 1902 года от чахотки и рака в Чернигове. Погребён там в Елецком монастыре.
После его смерти осталось много рукописей, приготовленных к печати, в тетрадях, книгах и просто на листах. Протоиерей г. Самары о. В. Лаврский просил о допущении его к изучению его учёных трудов и о предоставлении ему права издать их.
После него осталась библиотека, в которой насчитывалось до 6000 книг по разным отраслям знания и он сам составил каталог этой библиотеки, сначала по карточной системе, затем вчерне переписал его в особую тетрадь в лист, а во время отпуска переписывал его набело.